# 奧地利—瑞士關係

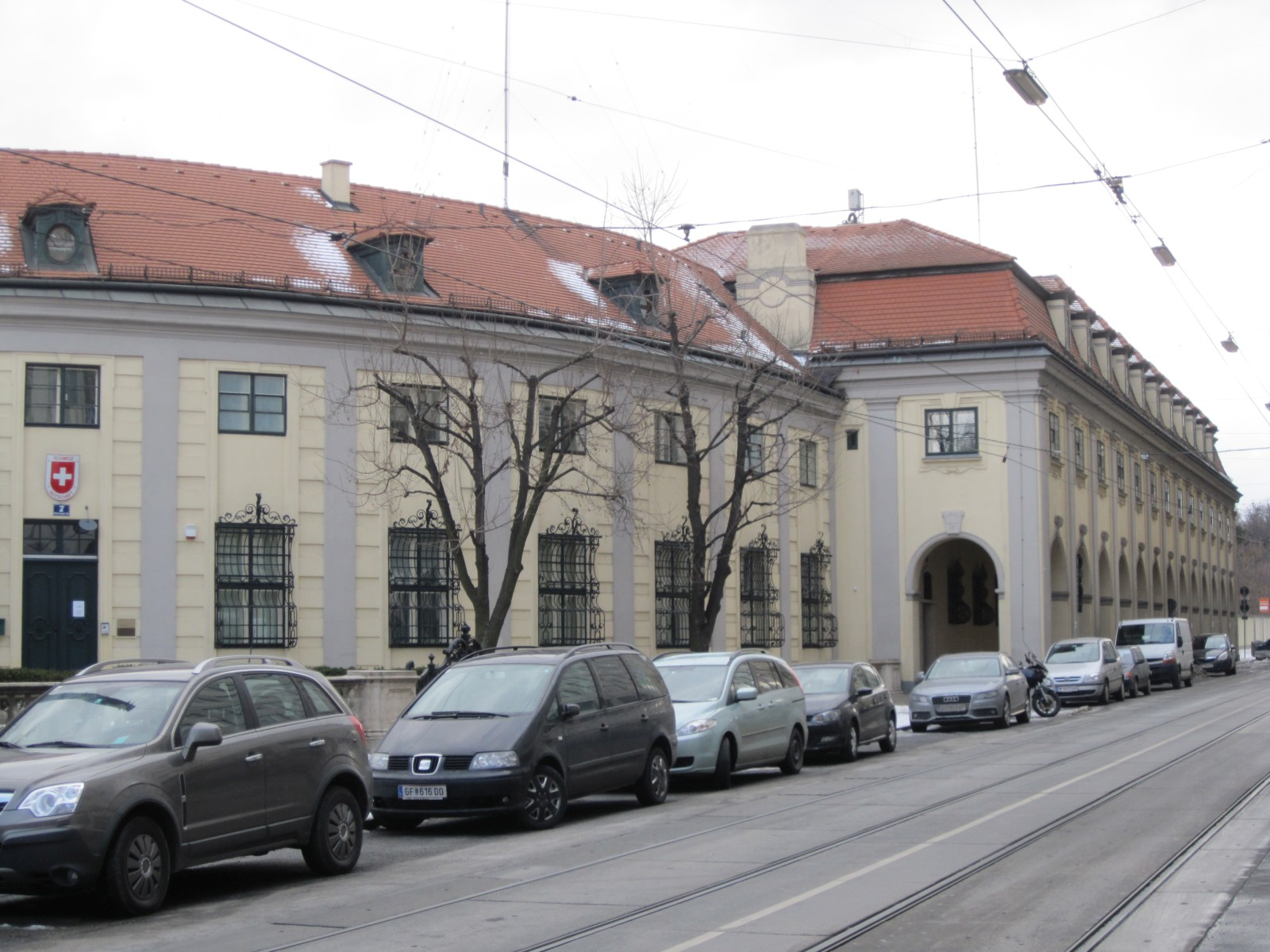
瑞士驻维也纳大使馆

奧地利－瑞士关系是指奥地利与瑞士之间的外交关系。这两个国家自中世纪以来就有外交关系。哈布斯堡家族曾统治奥地利超过六个世纪，他们最初来自瑞士阿尔高。这两个国家主要讲德语。奥地利在伯尔尼设有大使馆，在苏黎世设有总领事馆，在巴塞尔、库尔、日内瓦、洛桑、卢加诺、卢塞恩和圣加伦有7个名誉领事馆。瑞士在维也纳设有大使馆，在布雷根茨、格拉茨、因斯布鲁克、克拉根福、林茨和萨尔茨堡设有6个名誉领事馆。这两个国家一起组织了2008年欧洲杯。

## 大使馆
奥地利大使馆位于瑞士伯尔尼。瑞士大使馆位于奥地利维也纳。